# 移魂怪物
《移魂怪物》是倪匡筆下作品—衛斯理系列的其中一部，編號113，成書日期為1998年3月14日，出版日期是翌年3月1日。這個故事同時與《未來身份》並行，描述故事的背面，該科幻小說是《貝殼》與《未來身份》的後傳。

## 背景
《未來身份》的內容與《移魂怪物》有莫大關連，以下為主要內容﹕
- 萬良生曾主動要求外星人把他變成一隻海螺﹔
- 六年後，衛紅綾於海底發現了一圓柱體，衛斯理相信萬良生是其主人﹔
- 萬良生決定由海螺變回人類﹔
- 萬良生請求衛斯理為他的失蹤找一個理由﹔
- 萬良生的太太曾到過勒曼醫院﹔
- 在法定失蹤期限七年過後意外回來的萬良生其實是外星人(移魂怪物)﹔
- 外星人脫逃行動促使廉政風和外星人都要捉拿他﹔

## 故事大綱
自《未來身份》結束後，百無了賴的衛斯理只能安在家中。直至某天，他與太太白素忽然覺得有人正在跟蹤他們。幾日後，他們的女兒—衛紅綾發現了這跟蹤者。他(廉正風)對衛斯理自稱為「獨立調查員」，並表示因相信衛家協助萬夫人（何豔容）逃避遺產稅而有所行動。對此，衛斯理和白素均認為他胡說八道、無的放矢，為打發廉正風離開，衛斯理把有關的記載(即《未來身份》)給他瀏覽。其後，廉正風又指衛斯理被人利用了。
對於廉正風的見解，衛斯理認為嗤之以鼻。然而，白素卻同意廉正風的分析，他認為自衛紅綾在海底發現圓柱體時，他們已經進入了「現在的萬良生」(即由勒曼醫院複製、由外星人靈魂操控的萬氏)設計的陷阱，目的是借控制決定地球命運的政客、富商的思想，以支配世人。對此，衛斯理存在質疑態度，因他不相信愛好和平的外星人會在地球生事。然而，為了查明真相，衛打算與於醫院中工作的外星人朋友亮聲聯絡，卻遭到醫院方面的拒絕。為此，衛感到氣憤。
隨後，為平息衛斯理的憤怒，亮聲致電，強調醫院之所以謝絕他的要求是基於其法則，並與地球沒有任何關係，故此他希望衛斯理不要再自尋煩惱。對此，衛斯理表示接受，並請求亮聲為他查探勒曼醫院與萬良生之關係。不久後，衛斯理的好友溫寶裕上門拜訪。原來，他發現了發明家朋友戈壁沙漠曾收到一個製作圓柱體組件的訂單，這證明了廉正風所言非無道理。因此，衛斯理令小寶試探萬良生的口風﹔戈壁沙漠則通過關係確定委託人是否萬氏。
與此同時，白素令衛斯理趕到一酒店。原來，萬夫人（何豔容）被一群記者所包圍。因此，衛斯理把她拉走，並帶上車。其間，衛斯理向萬夫人套口風，結果發現萬夫人居然對其夫失蹤七年間的去向一無所知，令衛覺得難以置信。另一方面，小寶也從萬良生口中套得口風﹕他頭上的天空曾經不一樣。對此，衛斯理、白素和小寶三人均相信現在的萬良生確實是被外星人所操控。廉正風聞之，指出如要知道真相就要把萬良生抓來拷問。起初，衛和白素也加以反對。然而，在沒有其他可行的辦法下，只好默許廉正風的行動。
半天後，萬夫人上門找衛斯理，後者預料廉正風的行動已經成功。不料，稍後歸來的廉正風竟然表示任務失敗，卻發現萬良生無故失蹤。原來，廉正風打算在萬良生出席會議的路途中活捉後者。然而，當他下車時，萬氏與其司機已不知所終。為此，廉正風到訪萬氏本來的目的地，卻發現儘管萬夫人得悉其夫失蹤，卻若無其事。故此，廉相信萬氏的失蹤是他自己故意安排的。會議結束後，廉跟隨萬夫人回家，並發現她與萬良生失去了聯絡。根據廉正風的描述，衛斯理認為萬良生已經逃走了。
不久，亮聲上門拜訪衛斯理，並要求後者到勒曼醫院一趟以解釋近日來發生的怪事。原來，在醫院中工作的外星人為了方便於地球活動，往往會把自己的靈魂進駐到人類的屍體中。然而，由於擁有了人類的身體，外星人享受到因身體帶來的快樂，而為了追求快感，會引發各種的惡行，令他們變得腐化。因此，勒曼醫院會為員工設立考驗，期間工作人員不得和外界交往，更要克服種種誘惑。在考驗中成功的則可繼續於地球進行研究。反之，未能通過考驗者則要立即離開地球或在接受智力減退手術後變成人類於地球生活。可是，當中有一人在接受手術前逃脫，而此人正是利用了萬良生複製身軀的外星人。
原來，萬夫人之前到勒曼醫院時遇到現在的萬良生，為了繼續享樂和逃避追捕，萬氏與萬夫人返回香港，同時他利用衛斯理對萬良生變為海螺一事的了解，成功盜用了真正的萬良生的身份。同時，由於衛斯理在勒曼醫院的聲譽甚高，因此醫院一直沒有懷疑萬氏真正的身份。另外，因現在的萬良生並未接受手術，因此他依舊擁有外星人的能力，故此他能催眠廉正風，令後者不知道他的離去。
真相大白後，勒曼醫院抓到萬良生，並經手術後將他交回給萬夫人，故事至此結束。

## 相關人物
- 衛斯理

書中主角，在這本小說中，他因相信廉正風的推測，認為萬良生在法定失蹤期限七年前回來，背後有極大陰謀，同時衛斯理認為自己幫助他著書宣傳而內心感到十分矛盾，這是由於衛斯理一直相信外星人並無意入侵地球。最終，當他了解真相後，他感到人類的破壞力十分強大。
- 白素

衛斯理的太太、衛紅綾之母，她一直認為其夫是被萬良生利用，結果果然如此。
- 衛紅綾

衛斯理和白素的女兒，她發現了跟蹤其父母的忍者廉正風。另外，由於廉正風身材矮小的關係(只有140公分左右)，紅綾曾一度以為他是小孩。
- 溫寶裕

衛斯理的忘年之交，他首先發現戈壁沙漠曾收到一張製作圓柱體組件的訂單，使衛斯理肯定自己已經被萬良生利用。其後，他又從萬氏口中得悉他曾經不是地球人，進一步確定廉正風的分析。
- 廉正風

出色的忍者，其叔叔為法醫祖宗廉不負，並自稱為「獨立調查員」，目的為「查出一切不公平之事」。
在性格上，衛斯理形容廉正風極為自戀，故此他十分享受白素稱他為大俠。此外，因廉正風喜歡加上自己創造的形容詞，加上武功精湛和豐富的見解，令衛斯理隨後和他成為了好友。
- 戈壁沙漠

天才發明家，二人曾經接收過一張製作圓柱體組件的訂單。然而，由於二人堅持的原則關係，最終交易未有完成。另外，二人通過關係最終發現委託人的確是萬良生。
- 亮聲

衛斯理的朋友之一，是一位於勒曼醫院從事研究的外星人。在本故事中，衛斯理因有要事找亮聲，卻連番遭到醫院的拒絕，令他感到憤怒。其後，亮聲把考驗一事告之衛斯理，並表示近四成的外星人(446人)都不能抵受人類的誘惑，令衛大為震驚。
除此以外，亮聲又告訴衛斯理，在外星人眼中的快樂是由思想中產生，而非肉體。對此，衛表示無法理解。
- 萬良生

實質上是由外星人所操控的人類，他利用衛斯理對萬良生變為海螺一事的先入為主，令衛斯理誤以為萬良生已經變回人類，成功挪用其身份，令他能繼續於地球享樂而無需接受智力削減手術。及後，勒曼醫院抓獲萬良生，並把他的智商降至中下程度。
- 萬夫人（何豔容）

萬良生的妻子，她為了節省遺產稅而與在勒曼醫院的萬良生(外星人)合作。衛斯理一度以為她是同謀，豈知也是被人利用。

## 資料來源
以下內容以香港勤十緣出版社作準：
1. ↑  .   [2010-05-26]. （原始内容存档于2013-03-06）.
2. ↑  移魂怪物 – 第一部份 – P.4-5
3. ↑  移魂怪物 – 第二部份 – P.25
4. ↑  移魂怪物 – 第二部份 – P.38-41
5. ↑  移魂怪物 – 第三部份 – P.43-51
6. ↑  移魂怪物 – 第三部份 – P.51-53
7. ↑  移魂怪物 – 第四部份 – P.75-80
8. ↑  移魂怪物 – 第五部份 – P.87-95
9. ↑  移魂怪物 – 第五部份 – P.106-107
10. ↑  移魂怪物 – 第六部份 – P.122-124
11. ↑  移魂怪物 – 第六部份 – P.128-129
12. ↑  移魂怪物 – 第六部份 - P.155-162
13. ↑  移魂怪物 – 第九部份 – P.179
14. ↑  移魂怪物 – 第九部份 – P.185-190
15. ↑  移魂怪物 – 第九部份 – P.191-192
16. ↑  移魂怪物 – 第十部份 – P.197-199
17. ↑  移魂怪物 – 第十部份 – P.201-203
18. ↑  移魂怪物 – 第二部份 – P.33-34
19. ↑  移魂怪物 – 第一部份 – P.16
20. ↑  移魂怪物 – 第一部份 –  P.10
21. ↑  移魂怪物 – 第七部份 - P.136-137
22. ↑  移魂怪物 – 第一部份 – P.19
23. ↑  移魂怪物 – 第一部份 – P.20-21
24. ↑  移魂怪物 – 第三部份 – P.36-37
25. ↑  移魂怪物 – 第五部份 – P.89
26. ↑  移魂怪物 – 第十部份 – P.211
27. ↑  移魂怪物 – 第九部份 – P.195
28. ↑  移魂怪物 – 第十部份 – P.21-214

| 前任者： 112 未來身份 | 衛斯理系列（按編號） 113 | 繼任者： 114 人面組合 |